# Interlands Joegoslavisch voetbalelftal 2000-2002
Deze pagina toont een chronologisch en gedetailleerd overzicht van de interlands die het Joegoslavisch voetbalelftal speelde in de periode 2000 – 2002. Vanaf 2003 ging de rompstaat, ook wel aangeduid als Klein-Joegoslavië, verder onder de naam Servië en Montenegro.

## Interlands

### 2000
|                                                                      |                        |       |                                             |                                                                                 |
| 23 februari Vriendschappelijk № 566 «onderlinge duels» 17:30 (UTC+1) | Macedonië              | 1 – 2 | Joegoslavië                                 | Gradski Stadion, Skopje Toeschouwers: 8.000 Scheidsrechter: Atanas Uzunov (BUL) |
| 23 februari Vriendschappelijk № 566 «onderlinge duels» 17:30 (UTC+1) | Rade Karanfilovski 77' |       | 20' Predrag Mijatović 38' Predrag Mijatović | Gradski Stadion, Skopje Toeschouwers: 8.000 Scheidsrechter: Atanas Uzunov (BUL) |

|                                                                   |                      |       |       |                                                                                 |
| 28 maart Vriendschappelijk № 567 «onderlinge duels» 17:30 (UTC+2) | Joegoslavië          | 1 – 0 | China | Partizanstadion, Belgrado Toeschouwers: 6.565 Scheidsrechter: Sándor Puhl (HUN) |
| 28 maart Vriendschappelijk № 567 «onderlinge duels» 17:30 (UTC+2) | Predrag Mijatović 8' |       |       | Partizanstadion, Belgrado Toeschouwers: 6.565 Scheidsrechter: Sándor Puhl (HUN) |

|                                                   |       |                                       |             |                                                                                  |
| 25 mei Vriendschappelijk № 568 «onderlinge duels» | China | 0 – 2                                 | Joegoslavië | Arbeidersstadion, Peking Toeschouwers: 49.158 Scheidsrechter: Park Sang-Gu (KOR) |
| 25 mei Vriendschappelijk № 568 «onderlinge duels» |       | 21' Mateja Kežman 73' Darko Kovačević |             | Arbeidersstadion, Peking Toeschouwers: 49.158 Scheidsrechter: Park Sang-Gu (KOR) |

|                                                                 |            |       |             |                                                                                      |
| 28 mei Vriendschappelijk № 569 «onderlinge duels» 19:00 (UTC+9) | Zuid-Korea | 0 – 0 | Joegoslavië | Olympisch Stadion, Seoel Toeschouwers: 35.500 Scheidsrechter: Nik Ahmad Yaakub (MAS) |
| 28 mei Vriendschappelijk № 569 «onderlinge duels» 19:00 (UTC+9) |            |       |             | Olympisch Stadion, Seoel Toeschouwers: 35.500 Scheidsrechter: Nik Ahmad Yaakub (MAS) |

|                                                                 |            |       |             |                                                                                         |
| 30 mei Vriendschappelijk № 570 «onderlinge duels» 19:00 (UTC+9) | Zuid-Korea | 0 – 0 | Joegoslavië | Seongnam Stadion, Seongnam Toeschouwers: 26.500 Scheidsrechter: Abdul Halim Hamid (MAS) |
| 30 mei Vriendschappelijk № 570 «onderlinge duels» 19:00 (UTC+9) |            |       |             | Seongnam Stadion, Seongnam Toeschouwers: 26.500 Scheidsrechter: Abdul Halim Hamid (MAS) |

| Europees kampioenschap voetbal 2000 |
| ----------------------------------- |

|                                                                |                                                             |       |                                                        | |
| 13 juni EK 2000 Groep C № 571 «onderlinge duels» 20:45 (UTC+2) | Joegoslavië                                                 | 3 – 3 | Slovenië                                               | Stade du Pays de Charleroi, Charleroi Toeschouwers: 15.000 Scheidsrechter: Vitor Melo Pereira (POR) |
| 13 juni EK 2000 Groep C № 571 «onderlinge duels» 20:45 (UTC+2) | Savo Milošević 67' Ljubinko Drulović 70' Savo Milošević 73' |       | 23' Zlatko Zahovič 52' Miran Pavlin 57' Zlatko Zahovič | Stade du Pays de Charleroi, Charleroi Toeschouwers: 15.000 Scheidsrechter: Vitor Melo Pereira (POR) |

|                                                                |           |                   |             |                                                                                      |
| 18 juni EK 2000 Groep C № 572 «onderlinge duels» 20:45 (UTC+2) | Noorwegen | 0 – 1             | Joegoslavië | Maurice Dufrasnestadion, Luik Toeschouwers: 24.000 Scheidsrechter: Hugh Dallas (SCO) |
| 18 juni EK 2000 Groep C № 572 «onderlinge duels» 20:45 (UTC+2) |           | 7' Savo Milošević |             | Maurice Dufrasnestadion, Luik Toeschouwers: 24.000 Scheidsrechter: Hugh Dallas (SCO) |

|                                                                |                                                                                    |       |                                                                  |                                                                                        |
| 21 juni EK 2000 Groep C № 573 «onderlinge duels» 18:00 (UTC+2) | Spanje                                                                             | 4 – 3 | Joegoslavië                                                      | Jan Breydelstadion, Brugge Toeschouwers: 22.000 Scheidsrechter: Gilles Veissière (FRA) |
| 21 juni EK 2000 Groep C № 573 «onderlinge duels» 18:00 (UTC+2) | Alfonso Pérez 38' Pedro Munitis 51' Gaizka Mendieta 90' (pen.) Alfonso Pérez 90+2' |       | 30' Savo Milošević 50' Dejan Govedarica 75' Slobodan Komljenović | Jan Breydelstadion, Brugge Toeschouwers: 22.000 Scheidsrechter: Gilles Veissière (FRA) |

|                                                                    | |       |                      |                                                                                  |
| 25 juni EK 2000 Kwartfinale № 574 «onderlinge duels» 18:00 (UTC+2) | Nederland | 6 – 1 | Joegoslavië          | De Kuip, Rotterdam Toeschouwers: 51.504 Scheidsrechter: José García Aranda (ESP) |
| 25 juni EK 2000 Kwartfinale № 574 «onderlinge duels» 18:00 (UTC+2) | Patrick Kluivert 24' Patrick Kluivert 38' Dejan Govedarica 51' (e.d.) Patrick Kluivert 54' Marc Overmars 78' Marc Overmars 90' |       | 90+1' Savo Milošević | De Kuip, Rotterdam Toeschouwers: 51.504 Scheidsrechter: José García Aranda (ESP) |

|  |  |  |  |  |  |  |  |  |

|                                                                      |                 |       |                                         |                                                                               |
| 16 augustus Vriendschappelijk № 575 «onderlinge duels» 20:00 (UTC+1) | Noord-Ierland   | 1 – 2 | Joegoslavië                             | Windsor Park, Belfast Toeschouwers: 6.095 Scheidsrechter: William Young (SCO) |
| 16 augustus Vriendschappelijk № 575 «onderlinge duels» 20:00 (UTC+1) | David Healy 45' |       | 63' Mateja Kežman 78' Predrag Mijatović | Windsor Park, Belfast Toeschouwers: 6.095 Scheidsrechter: William Young (SCO) |

|                                                                         |           |                                      |             |                                                                                        |
| 3 september WK 2002 kwalificatie № 576 «onderlinge duels» 18:00 (UTC+2) | Luxemburg | 0 – 2                                | Joegoslavië | Stade Josy Barthel, Luxemburg Toeschouwers: 3.305 Scheidsrechter: Sergey Shmolik (BLR) |
| 3 september WK 2002 kwalificatie № 576 «onderlinge duels» 18:00 (UTC+2) |           | 4' Savo Milošević 26' Savo Milošević |             | Stade Josy Barthel, Luxemburg Toeschouwers: 3.305 Scheidsrechter: Sergey Shmolik (BLR) |

|                                                                      |                                      |       |                       |                                                                                     |
| 15 november Vriendschappelijk № 577 «onderlinge duels» 19:00 (UTC+2) | Roemenië                             | 2 – 1 | Joegoslavië           | Stadionul Steaua, Boekarest Toeschouwers: 4.000 Scheidsrechter: Mustafa Çulcu (TUR) |
| 15 november Vriendschappelijk № 577 «onderlinge duels» 19:00 (UTC+2) | Dennis Şerban 3' Cosmin Bărcăuan 90' |       | 87' Siniša Mihajlović | Stadionul Steaua, Boekarest Toeschouwers: 4.000 Scheidsrechter: Mustafa Çulcu (TUR) |

|                                                                      |                      |       |                           |                                                                                  |
| 13 december Vriendschappelijk № 578 «onderlinge duels» 17:00 (UTC+2) | Griekenland          | 1 – 1 | Joegoslavië               | Skoda Xanthi Arena, Xanthi Toeschouwers: 2.100 Scheidsrechter: Metin Tokat (TUR) |
| 13 december Vriendschappelijk № 578 «onderlinge duels» 17:00 (UTC+2) | Leonidas Vokolos 85' |       | 8' (e.d.) Angelos Basinas | Skoda Xanthi Arena, Xanthi Toeschouwers: 2.100 Scheidsrechter: Metin Tokat (TUR) |

### 2001
|                                                                            |                       |       |                    |                                                                                             |
| 14 januari Millennium Soccer Cup № 579 «onderlinge duels» 17:30 (UTC+5:30) | Bosnië en Herzegovina | 1 – 1 | Joegoslavië        | Jawaharlal Nehrustadion, Kochi Toeschouwers: 30.000 Scheidsrechter: Abdul Halim Hamid (THA) |
| 14 januari Millennium Soccer Cup № 579 «onderlinge duels» 17:30 (UTC+5:30) | Mirsad Bešlija 75'    |       | 85' Dušan Petković | Jawaharlal Nehrustadion, Kochi Toeschouwers: 30.000 Scheidsrechter: Abdul Halim Hamid (THA) |

|                                                                            |                  |       |                                                              |                                                                                          |
| 16 januari Millennium Soccer Cup № 580 «onderlinge duels» 19:00 (UTC+5:30) | Bangladesh       | 1 – 4 | Joegoslavië                                                  | Jawaharlal Nehrustadion, Kochi Toeschouwers: 5.000 Scheidsrechter: Michael Andrews (IND) |
| 16 januari Millennium Soccer Cup № 580 «onderlinge duels» 19:00 (UTC+5:30) | Firoj Hossain 6' |       | 18' Saša Ilić 34' Saša Ilić 81' Vuk Rašović 88' Goran Trobok | Jawaharlal Nehrustadion, Kochi Toeschouwers: 5.000 Scheidsrechter: Michael Andrews (IND) |

|                                                                            |          |                                   |             |                                                                                  |
| 20 januari Millennium Soccer Cup № 581 «onderlinge duels» 16:30 (UTC+5:30) | Roemenië | 0 – 2                             | Joegoslavië | Fatordastadion, Margao Toeschouwers: 15.000 Scheidsrechter: Sundarraj Balu (IND) |
| 20 januari Millennium Soccer Cup № 581 «onderlinge duels» 16:30 (UTC+5:30) |          | 32' Saša Ilić 43' Igor Bogdanović |             | Fatordastadion, Margao Toeschouwers: 15.000 Scheidsrechter: Sundarraj Balu (IND) |

|                                                                            |       |                |             |                                                                                               |
| 23 januari Millennium Soccer Cup № 582 «onderlinge duels» 17:00 (UTC+5:30) | Japan | 0 – 1          | Joegoslavië | Salt Lake Stadium, Calcutta Toeschouwers: 15.000 Scheidsrechter: Selearajen Subramaniam (MAS) |
| 23 januari Millennium Soccer Cup № 582 «onderlinge duels» 17:00 (UTC+5:30) |       | 5' Igor Duljaj |             | Salt Lake Stadium, Calcutta Toeschouwers: 15.000 Scheidsrechter: Selearajen Subramaniam (MAS) |

|                                                                            |                                    |       |                       |                                                                                        |
| 25 januari Millennium Soccer Cup № 583 «onderlinge duels» 17:00 (UTC+5:30) | Joegoslavië                        | 2 – 0 | Bosnië en Herzegovina | Salt Lake Stadium, Calcutta Toeschouwers: 15.000 Scheidsrechter: Rungkly Mangkol (THA) |
| 25 januari Millennium Soccer Cup № 583 «onderlinge duels» 17:00 (UTC+5:30) | Igor Duljaj 7' Igor Bogdanović 45' |       |                       | Salt Lake Stadium, Calcutta Toeschouwers: 15.000 Scheidsrechter: Rungkly Mangkol (THA) |

|                                                                      |                       |       |                        |                                                                                        |
| 24 maart WK 2002 kwalificatie № 584 «onderlinge duels» 20:15 (UTC+1) | Joegoslavië           | 1 – 1 | Zwitserland            | Partizanstadion, Belgrado Toeschouwers: 30.000 Scheidsrechter: Karl-Erik Nilsson (SWE) |
| 24 maart WK 2002 kwalificatie № 584 «onderlinge duels» 20:15 (UTC+1) | Siniša Mihajlović 68' |       | 84' Stéphane Chapuisat | Partizanstadion, Belgrado Toeschouwers: 30.000 Scheidsrechter: Karl-Erik Nilsson (SWE) |

|                                                                      |                      |       |                    |                                                                                               |
| 28 maart WK 2002 kwalificatie № 585 «onderlinge duels» 20:15 (UTC+2) | Slovenië             | 1 – 1 | Joegoslavië        | Centralni Stadion za Bežigradom, Ljubljana Toeschouwers: 9.000 Scheidsrechter: Dick Jol (NED) |
| 28 maart WK 2002 kwalificatie № 585 «onderlinge duels» 20:15 (UTC+2) | Zlatko Zahovič 90+4' |       | 32' Savo Milošević | Centralni Stadion za Bežigradom, Ljubljana Toeschouwers: 9.000 Scheidsrechter: Dick Jol (NED) |

|                                                                      |             |                            |         |                                                                                     |
| 25 april WK 2002 kwalificatie № 586 «onderlinge duels» 19:00 (UTC+2) | Joegoslavië | 0 – 1                      | Rusland | Rode Sterstadion, Belgrado Toeschouwers: 37.240 Scheidsrechter: Konrad Plautz (AUT) |
| 25 april WK 2002 kwalificatie № 586 «onderlinge duels» 19:00 (UTC+2) |             | 72' Vladimir Bjestsjastnik |         | Rode Sterstadion, Belgrado Toeschouwers: 37.240 Scheidsrechter: Konrad Plautz (AUT) |

|                                                                    |                   |       |                       |                                                                                               |
| 2 juni WK 2002 kwalificatie № 587 «onderlinge duels» 19:00 (UTC+4) | Rusland           | 1 – 1 | Joegoslavië           | Olympisch Stadion Loezjniki, Moskou Toeschouwers: 65.000 Scheidsrechter: Herbert Fandel (GER) |
| 2 juni WK 2002 kwalificatie № 587 «onderlinge duels» 19:00 (UTC+4) | Joeri Kovtoen 24' |       | 32' Predrag Mijatović | Olympisch Stadion Loezjniki, Moskou Toeschouwers: 65.000 Scheidsrechter: Herbert Fandel (GER) |

|                                                                    |         | |             |                                                                             |
| 6 juni WK 2002 kwalificatie № 588 «onderlinge duels» 18:00 (UTC+1) | Faeröer | 0 – 6 | Joegoslavië | Svangaskarð, Toftir Toeschouwers: 4.150 Scheidsrechter: Jaroslav Jara (CZE) |
| 6 juni WK 2002 kwalificatie № 588 «onderlinge duels» 18:00 (UTC+1) |         | 16' Dejan Stanković 24' Mateja Kežman 49' Dejan Stanković 63' Savo Milošević 82' Mateja Kežman 89' Mateja Kežman |             | Svangaskarð, Toftir Toeschouwers: 4.150 Scheidsrechter: Jaroslav Jara (CZE) |

|                                                 |                                               |       |             |                                                                                            |
| 28 juni Kirin Cup 2001 № 589 «onderlinge duels» | Paraguay                                      | 2 – 0 | Joegoslavië | Yoyogi Nationaal Stadion, Tokio Toeschouwers: 21.213 Scheidsrechter: Masayochi Okada (JPN) |
| 28 juni Kirin Cup 2001 № 589 «onderlinge duels» | Juan Daniel Cáceres 39' Virgilio Ferreira 83' |       |             | Yoyogi Nationaal Stadion, Tokio Toeschouwers: 21.213 Scheidsrechter: Masayochi Okada (JPN) |

|                                                              |                     |       |             |                                                                           |
| 4 juli Kirin Cup 2001 № 590 «onderlinge duels» 19:00 (UTC+9) | Japan               | 1 – 0 | Joegoslavië | Ōitastadion, Ōita Toeschouwers: 38.147 Scheidsrechter: Vijay Rahman (SIN) |
| 4 juli Kirin Cup 2001 № 590 «onderlinge duels» 19:00 (UTC+9) | Junichi Inamoto 21' |       |             | Ōitastadion, Ōita Toeschouwers: 38.147 Scheidsrechter: Vijay Rahman (SIN) |

|                                                                         |                                          |       |         |                                                                                     |
| 15 augustus WK 2002 kwalificatie № 591 «onderlinge duels» 20:15 (UTC+2) | Joegoslavië                              | 2 – 0 | Faeröer | Rode Sterstadion, Belgrado Toeschouwers: 15.437 Scheidsrechter: Jorge Coroado (POR) |
| 15 augustus WK 2002 kwalificatie № 591 «onderlinge duels» 20:15 (UTC+2) | Siniša Mihajlović 23' Miroslav Đukić 86' |       |         | Rode Sterstadion, Belgrado Toeschouwers: 15.437 Scheidsrechter: Jorge Coroado (POR) |

|                                                                         |                 |       |                                        |                                                                                 |
| 1 september WK 2002 kwalificatie № 592 «onderlinge duels» 20:15 (UTC+2) | Zwitserland     | 1 – 2 | Joegoslavië                            | St. Jakob-Park, Basel Toeschouwers: 28.190 Scheidsrechter: Claude Colombo (FRA) |
| 1 september WK 2002 kwalificatie № 592 «onderlinge duels» 20:15 (UTC+2) | Hakan Yakin 21' |       | 39' Savo Milošević 72' Mladen Krstajić | St. Jakob-Park, Basel Toeschouwers: 28.190 Scheidsrechter: Claude Colombo (FRA) |

|                                                                         |                      |       |                      |                                                                                          |
| 5 september WK 2002 kwalificatie № 593 «onderlinge duels» 20:15 (UTC+2) | Joegoslavië          | 1 – 1 | Slovenië             | Partizanstadion, Belgrado Toeschouwers: 22.000 Scheidsrechter: Antonio Lopez Nieto (ESP) |
| 5 september WK 2002 kwalificatie № 593 «onderlinge duels» 20:15 (UTC+2) | Predrag Đorđević 51' |       | 10' Željko Milinovič | Partizanstadion, Belgrado Toeschouwers: 22.000 Scheidsrechter: Antonio Lopez Nieto (ESP) |

|                                                                       | |       |                                       |                                                                                   |
| 6 oktober WK 2002 kwalificatie № 594 «onderlinge duels» 16:00 (UTC+2) | Joegoslavië | 6 – 2 | Luxemburg                             | Partizanstadion, Belgrado Toeschouwers: 1.758 Scheidsrechter: Leslie Irvine (NIR) |
| 6 oktober WK 2002 kwalificatie № 594 «onderlinge duels» 16:00 (UTC+2) | Slaviša Jokanović 19' Predrag Mijatović 57' Mateja Kežman 61' Savo Milošević 62' Mateja Kežman 71' Savo Milošević 68' |       | 38' René Peters 51' Marcel Christophe | Partizanstadion, Belgrado Toeschouwers: 1.758 Scheidsrechter: Leslie Irvine (NIR) |

### 2002
|                                                        |                   |       |                                      |                                                                                   |
| 13 februari Vriendschappelijk № 595 «onderlinge duels» | Mexico            | 1 – 2 | Joegoslavië                          | Bank One Ballpark, Phoenix Toeschouwers: 53.000 Scheidsrechter: Kevin Stott (USA) |
| 13 februari Vriendschappelijk № 595 «onderlinge duels» | Jesús Mendoza 75' |       | 38' Mateja Kežman 44' Savo Milošević | Bank One Ballpark, Phoenix Toeschouwers: 53.000 Scheidsrechter: Kevin Stott (USA) |

|                                                                   |            |       |             |                                                                                |
| 27 maart Vriendschappelijk № 596 «onderlinge duels» 21:45 (UTC−3) | Brazilië   | 1 – 0 | Joegoslavië | Castelão, Fortaleza Toeschouwers: 57.000 Scheidsrechter: Chavez Gonzales (PAR) |
| 27 maart Vriendschappelijk № 596 «onderlinge duels» 21:45 (UTC−3) | Luizão 72' |       |             | Castelão, Fortaleza Toeschouwers: 57.000 Scheidsrechter: Chavez Gonzales (PAR) |

|                                                                   |                                                                     |       |                        |                                                                                       |
| 17 april Vriendschappelijk № 597 «onderlinge duels» 16:30 (UTC+2) | Joegoslavië                                                         | 4 – 1 | Litouwen               | Stadion Sartid, Smederevo Toeschouwers: 15.000 Scheidsrechter: Delče Jakimovski (MKD) |
| 17 april Vriendschappelijk № 597 «onderlinge duels» 16:30 (UTC+2) | Saša Ilić 16' Mateja Kežman 35' Mateja Kežman 76' Bojan Brnović 87' |       | 20' Raimondas Žutautas | Stadion Sartid, Smederevo Toeschouwers: 15.000 Scheidsrechter: Delče Jakimovski (MKD) |

|                                                                |                     |       |             |                                                                                         |
| 8 mei Vriendschappelijk № 598 «onderlinge duels» 20:45 (UTC−4) | Ecuador             | 1 – 0 | Joegoslavië | Giants Stadium, East Rutherford Toeschouwers: 36.540 Scheidsrechter: Richard Gray (USA) |
| 8 mei Vriendschappelijk № 598 «onderlinge duels» 20:45 (UTC−4) | Agustín Delgado 69' |       |             | Giants Stadium, East Rutherford Toeschouwers: 36.540 Scheidsrechter: Richard Gray (USA) |

|                                                      |                                          |       |             |                                                                                     |
| 17 mei LG Cup № 599 «onderlinge duels» 17:00 (UTC+4) | Oekraïne                                 | 2 – 0 | Joegoslavië | Dinamo Stadion, Moskou Toeschouwers: 7.000 Scheidsrechter: Paulius Malžinskas (LTU) |
| 17 mei LG Cup № 599 «onderlinge duels» 17:00 (UTC+4) | Serhiy Popov 28' Volodymyr Musolitin 78' |       |             | Dinamo Stadion, Moskou Toeschouwers: 7.000 Scheidsrechter: Paulius Malžinskas (LTU) |

|                                                      |                    |       |                     |                                                                                |
| 19 mei LG Cup № 600 «onderlinge duels» 13:00 (UTC+4) | Rusland            | 1 – 1 | Joegoslavië         | Dinamo Stadion, Moskou Toeschouwers: 9.500 Scheidsrechter: Viktor Kassai (HUN) |
| 19 mei LG Cup № 600 «onderlinge duels» 13:00 (UTC+4) | Dmitri Sytsjov 87' |       | 54' Darko Kovačević | Dinamo Stadion, Moskou Toeschouwers: 9.500 Scheidsrechter: Viktor Kassai (HUN) |

|                                                                      |                       |                                         |             |                                                                                 |
| 21 augustus Vriendschappelijk № 601 «onderlinge duels» 20:15 (UTC+2) | Bosnië en Herzegovina | 0 – 2                                   | Joegoslavië | Koševostadion, Sarajevo Toeschouwers: 12.000 Scheidsrechter: Željko Širić (CRO) |
| 21 augustus Vriendschappelijk № 601 «onderlinge duels» 20:15 (UTC+2) |                       | 34' Mladen Krstajić 41' Darko Kovačević |             | Koševostadion, Sarajevo Toeschouwers: 12.000 Scheidsrechter: Željko Širić (CRO) |

|                                                                      |                                                                                          |       |             |                                                                                  |
| 6 september Vriendschappelijk № 602 «onderlinge duels» 20:15 (UTC+2) | Tsjechië                                                                                 | 5 – 0 | Joegoslavië | Letenský stadion, Praag Toeschouwers: 5.438 Scheidsrechter: Yuriy Baskakov (RUS) |
| 6 september Vriendschappelijk № 602 «onderlinge duels» 20:15 (UTC+2) | Vladimír Šmicer 2' Tomáš Ujfaluši 21' Milan Baroš 51' Tomáš Ujfaluši 55' Milan Baroš 80' |       |             | Letenský stadion, Praag Toeschouwers: 5.438 Scheidsrechter: Yuriy Baskakov (RUS) |

|                                                                        |                          |       |                       |                                                                                            |
| 12 oktober EK 2004 kwalificatie № 603 «onderlinge duels» 20:45 (UTC+2) | Italië                   | 1 – 1 | Joegoslavië           | Stadio San Paolo, Napels Toeschouwers: 42.661 Scheidsrechter: Manuel Mejuto González (ESP) |
| 12 oktober EK 2004 kwalificatie № 603 «onderlinge duels» 20:45 (UTC+2) | Alessandro Del Piero 38' |       | 28' Predrag Mijatović | Stadio San Paolo, Napels Toeschouwers: 42.661 Scheidsrechter: Manuel Mejuto González (ESP) |

|                                                                        |                                                  |       |         |                                                                                       |
| 16 oktober EK 2004 kwalificatie № 604 «onderlinge duels» 19:00 (UTC+2) | Joegoslavië                                      | 2 – 0 | Finland | Rode Sterstadion, Belgrado Toeschouwers: 35.000 Scheidsrechter: Dick van Egmond (NED) |
| 16 oktober EK 2004 kwalificatie № 604 «onderlinge duels» 19:00 (UTC+2) | Darko Kovačević 55' Predrag Mijatović 84' (pen.) |       |         | Rode Sterstadion, Belgrado Toeschouwers: 35.000 Scheidsrechter: Dick van Egmond (NED) |

|                                                                      |                                                      |       |             |                                                                                      |
| 20 november Vriendschappelijk № 605 «onderlinge duels» 20:45 (UTC+1) | Frankrijk                                            | 3 – 0 | Joegoslavië | Stade de France, Parijs Toeschouwers: 68.000 Scheidsrechter: Eduardo Iturralde (ESP) |
| 20 november Vriendschappelijk № 605 «onderlinge duels» 20:45 (UTC+1) | Éric Carrière 12' Éric Carrière 50' Olivier Kapo 70' |       |             | Stade de France, Parijs Toeschouwers: 68.000 Scheidsrechter: Eduardo Iturralde (ESP) |

AFC-zone: Afghanistan · Australië · Bahrein · Bangladesh · Bhutan · Brunei · Cambodja · China · Filipijnen · Guam · Hongkong · India · Indonesië · Iran · Irak · Japan · Jemen · Jordanië · Koeweit · Kirgizië · Laos · Libanon · Macau · Maleisië · Maldiven · Mongolië · Myanmar · Nepal · Noord-Korea · Oezbekistan · Oman · Oost-Timor · Pakistan · Palestina · Qatar · Saoedi-Arabië · Singapore · Sri Lanka · Syrië · Tadzjikistan · Taiwan · Thailand · Turkmenistan · Verenigde Arabische Emiraten · Vietnam · Zuid-Korea

CAF-zone: Algerije · Angola · Benin · Botswana · Burkina Faso · Burundi · Centraal-Afrikaanse Republiek · Comoren · Congo-Brazzaville · Congo-Kinshasa · Djibouti · Egypte · Equatoriaal-Guinea · Eritrea · Ethiopië · Gabon · Gambia · Ghana · Guinee · Guinee-Bissau · Ivoorkust · Kaapverdië · Kameroen · Kenia · Lesotho · Liberia · Libië · Madagaskar · Malawi · Mali  ·Mauritanië · Mauritius · Marokko · Mozambique · Namibië · Niger · Nigeria · Oeganda · Rwanda · Sao Tomé en Principe · Senegal · Seychellen · Sierra Leone · Soedan · Somalië · Swaziland · Tanzania · Togo · Tsjaad · Tunesië · Zambia · Zimbabwe · Zuid-Afrika

CONCACAF-zone: Amerikaanse Maagdeneilanden · Anguilla · Antigua en Barbuda · Aruba · Bahama's · Barbados · Belize · Bermuda · Britse Maagdeneilanden · Canada · Kaaimaneilanden · Costa Rica · Cuba · Dominica · Dominicaanse Republiek · El Salvador · Frans Guyana · Grenada · Guadeloupe · Guatemala · Guyana · Haïti · Honduras · Jamaica · Martinique · Mexico · Montserrat · 
Nicaragua · Panama · Puerto Rico · Saint Kitts en Nevis · Saint Lucia · Saint Vincent en de Grenadines · Sint Maarten · Suriname · Trinidad en Tobago · Turks- en Caicoseilanden · Verenigde Staten

CONMEBOL-zone: Argentinië · Bolivia · Brazilië · Chili · Colombia · Ecuador · Paraguay · Peru · Uruguay · Venezuela

OFC-zone: Amerikaans-Samoa · Cookeilanden · Fiji · Nieuw-Caledonië · Nieuw-Zeeland · Papoea-Nieuw-Guinea · Samoa · Salomoneilanden · Tahiti · Tonga · Vanuatu

UEFA-zone: Albanië · Andorra · Armenië · Azerbeidzjan · België · Bosnië en Herzegovina · Bulgarije · Cyprus · Denemarken · Duitsland · Engeland · Estland · Faeröer · Finland · Frankrijk · Georgië · Griekenland · Hongarije · IJsland · Ierland · Israël · Italië · Kazachstan · Kroatië · Letland · Liechtenstein · Litouwen · Luxemburg · Macedonië · Malta · Moldavië · Montenegro · Nederland · Noord-Ierland · Noorwegen · Oekraïne · Oostenrijk · Polen · Portugal · Roemenië · Rusland · San Marino · Schotland · Servië · Servië en Montenegro · Slovenië · Slowakije · Spanje · Tsjechië · Turkije · Wales · Wit-Rusland · Zweden · Zwitserland
FSJ · A-internationals · Bondscoaches · Selecties · Joegoslavisch vrouwenelftal · Joegoslavië U21 · Joegoslavië U19 · Joegoslavië U18 · Joegoslavië U17 · Joegoslavië U16
1920 – 1929 ·
1930 – 1939 ·
1940 – 1949 ·
1950 – 1959 ·
1960 – 1969 ·
1970 – 1979 ·
1980 – 1989 ·
1990 – 1999 ·
2000 – 2002
EK 1960 · 
EK 1968 · 
EK 1976 · 
EK 1984 · 
EK 2000
WK 1930 · 
WK 1950 · 
WK 1954 · 
WK 1958 · 
WK 1962 · 
WK 1974 · 
WK 1982 · 
WK 1990 · 
WK 1998 · 
OS 1920 · 
OS 1924 · 
OS 1928 · 
OS 1948 · 
OS 1952 · 
OS 1956 · 
OS 1960 · 
OS 1980 · 
OS 1984 · 
OS 1988
1920 · 
1921 · 
1922 · 
1923 · 
1924 · 
1925 · 
1926 · 
1927 · 
1928 · 
1929 · 
1930 · 
1931 · 
1932 · 
1933 · 
1934 · 
1935 · 
1936 · 
1937 · 
1938 · 
1939 · 
1940 · 
1941 · 
1942 · 1943 · 1944 · 1945 · 
1946 · 
1947 · 
1948 · 
1949 · 
1950 · 
1952 · 
1952 · 
1953 · 
1954 · 
1955 · 
1956 · 
1957 · 
1958 · 
1959 · 
1960 · 
1961 · 
1962 · 
1963 · 
1964 · 
1965 · 
1966 · 
1967 · 
1968 · 
1969 · 
1970 · 
1971 · 
1972 · 
1973 · 
1974 · 
1975 · 
1976 · 
1977 · 
1978 · 
1979 · 
1980 · 
1981 · 
1982 · 
1983 · 
1984 · 
1985 · 
1986 · 
1987 · 
1988 · 
1989 · 
1990 · 
1991 · 
1992 · 
1993 · 
1994 · 
1995 · 
1996 · 
1997 · 
1998 · 
1999 · 
2000 · 
2001 · 
2002 · 
Albanië ·
Algerije ·
Argentinië ·
Bangladesh ·
België ·
Bolivia ·
Bosnië en Herzegovina · 
Brazilië ·
Bulgarije ·
Canada ·
Chili ·
China ·
Colombia ·
Congo-Kinshasa ·
Costa Rica ·
Cyprus ·
Denemarken ·
DDR ·
Duitsland ·
Ecuador ·
Egypte ·
El Salvador · 
Engeland ·
Ethiopië ·
Faeröer ·
Finland ·
Frankrijk ·
Ghana · 
Griekenland ·
Honduras ·
Hongarije ·
Hongkong ·
Ierland ·
Indonesië ·
Iran ·
Israël ·
Italië ·
Japan ·
Kroatië ·
Luxemburg ·
Malta ·
Marokko ·
Mexico ·
Nederland ·
Nigeria ·
Noord-Ierland ·
Noord-Macedonië ·
Noorwegen ·
Oekraïne ·
Oostenrijk ·
Paraguay ·
Peru · 
Polen ·
Portugal ·
Roemenië ·
Rusland ·
Saarland ·
Schotland ·
Slovenië ·
Slowakije ·
Sovjet-Unie ·
Spanje ·
Tsjechië ·
Tsjecho-Slowakije ·
Tunesië ·
Turkije ·
Uruguay ·
Venezuela ·
Verenigde Arabische Emiraten ·
Verenigde Staten ·
Wales ·
Zuid-Korea ·
Zweden ·
Zwitserland